# Palæstinakrigen (1947–1949)
Palæstinakrigen (1947–1949) blev udkæmpet hovedsageligt udkæmpet inden for grænserne af mandatområdet Palæstina, der i begyndelsen af konflikten var administreret og styret af Storbritannien. Krigen er i Israel kendt som uafhængighedskrigen (Hebraisk: מלחמת השחרור eller מלחמת העצמאות), mens krigen på arabisk er den centrale bestanddel af Nakba (Arabisk: النَّكْبَة, transskription: Nakba, direkte oversat: "katastrofen"). Det var den første krig i den israelsk-palæstinensiske konflikt og den bredere arabisk-israelske konflikt. Storbritannien afsluttede Palæstinamandatet ved midnat mellem d. 14. og 15. maj 1948 og trak sig tilbage, hvilket markerede afslutningen på en godt 30-årig periode med britisk styre i området, som var blevet indledt i 1917 under 1. verdenskrig. Forinden havde regionen var under Det Osmanniske Riges kontrol i ca. 400 år siden 1516.
Storbritannien havde i februar 1947 henvist spørgsmålet om Palæstina til de Forende Nationer, hvilket d. 29. november 1947 kulminerede i afstemningen og vedtagelsen af delingsplanen for Palæstina (FN-resolution 181) i FN's Generalforsamling. Denne anbefalede, at Palæstinamandatet ophørte hurtigst muligt og senest den 1. august 1948. To uger senere, den 11. december 1947, meddelte den britiske koloniminister Arthur Creech Jones, at det Palæstinamandatet ville ophøre den 15. maj 1948.
Palæstinakrigen kan opdeles i to overordnede faser, hvor den første fase var den borgerkrig (1947–1948), som udbrød d. 30. november 1947 i mandatområdet – dagen efter vedtagelsen af delingsplanen for Palæstina i FN. Denne fase af krigen beskrives af historikere som den "borgerlige", "etniske" eller "interkommunale" krig, da den hovedsageligt blev udkæmpet mellem jødiske og arabiske militser, hvor sidstnævnte blev støttet af den arabiske befrielseshær og de omkringliggende arabiske stater. Krigen var her karakteriseret af guerillakrigsførelse samtterrorisme. Krigen eskalerede mod slutningen af marts 1948, da jøderne indledte en offensiv, der endte ud i sejre over araberne i store kampagner og kampe og som etablerede klare frontlinjer. I denne periode opretholdt briterne stadig en vis kontrol og styre over Palæstina, hvorfor de lejlighedsvis greb ind i volden.
Med Storbritanniens afslutning af Palæstinamandatet ved midnat mellem d. 14. og 15. maj 1948, blev Palæstinakrigens anden fase indledt. Forinden – om eftermiddagen d. 14. maj – havde den jødiske ledelse – ledet af den fremtidige israelske premierminister, David Ben-Gurion – proklamerede dannelsen af en jødisk stat, kendt som staten Israel. Disse begivenheder blev efterfulgt af en invasionen af Palæstina af de omkringliggende arabiske hære og ekspeditionsstyrker om morgenen d. 15. maj.
Denne invasionen markerede således begyndelsen på Palæstinakrigens anden fase – den såkaldte arabisk-israelske krig i 1948. Her rykkede ægypterne frem langs den sydlige kyststribe og blev standset nær Ashdod. Den jordanske legion og irakiske styrker erobrede Palæstinas centrale højland. Syrien og Libanon udkæmpede flere slag med de israelske styrker i nord. De jødiske militser – der nu var organiseret i de israelske forsvarsstyrker (IDF) – formåede at standse de arabiske styrker. De følgende måneder så voldsomme kampe mellem IDF og de arabiske hære, hvor sidstnævnte langsomt blev presset tilbage. De jordanske og irakiske hære formåede at bevare kontrollen over det meste af det centrale højland i Palæstina og erobre Østjerusalem, inklusive den gamle bydel. Egyptens kontrolzone var blevet begrænset til Gazastriben og en lille lomme omringet af israelske styrker ved Al-Faluja. I oktober og december 1948 krydsede israelske styrker ind i libanesisk territorium og trængte ind på Egyptens Sinai-halvø og omringede de egyptiske styrker nær Gaza By. Den sidste militære aktivitet fandt sted i marts 1949, da israelske styrker erobrede Negev-ørkenen og nåede Det Røde Hav. I 1949 underskrev Israel separate våbenhvileaftaler med Egypten den 24. februar, Libanon den 23. marts, Transjordanien den 3. april og Syrien den 20. juli.
Under krigen blev omkring 700.000 palæstinensiske arabere fordrevet. Mange palæstinensiske arabere endte med at være statsløse, og blev enten fordrevet til de palæstinensiske områder – der blev indtaget af Egypten og Jordan under krigen – eller til de omkringliggende arabiske stater. Mange af disse flygtninge, såvel som deres efterkommere, er fortsat statsløse i dag og lever i flygtningelejre. Disse flygtninges endelige status er derfor stadig den dag i dag et af de centrale stridhedspunkter i den israelske-palæstinensiske konflikt.
I de tre år efter krigen immigrerede omkring 700.000 jøder til Israel fra Europa og forskellige arabiske lande, hvor en tredjedel af disse immigranter var blevet fordrevet fra arabiske lande i Mellemøsten. Disse flygtninge blev absorberet i Israel under One Million Planen.
Krigen efterlod territoriet for det tidligere mandatområde i Palæstina opdelt, hvor staten Israel kontrollerede omkring 78%, Kongeriget Jordan (dengang kendt som Transjordanien) kontrollerede (og senere annekterede) området kendt som Vestbredden, mens Egypten indtog Gazastriben (hvor Den Arabiske Liga efterfølgende etablerede en palæstinensiske regering).
Våbenhvileaftalerne med de forskellige arabiske lande etablerede den såkaldte Grønne Linje, som ville danne de facto grænse mellem Israel og dens arabiske naboer frem til Seksdagskrigen i 1967. Selvom hverken Israel eller de arabiske lande anerkendte denne linje, som en permanent (de jure) grænse, betragtes denne grænse stadig i dag af mange som Israels internationalt anerkendte grænser.

## Baggrund
Palæstinakrigen var kulminationen på en ca. 30-årig lang periode med spændinger mellem den jødiske og arabiske befolkning i det britisk kontrolleret mandatområde i Palæstina. I henhold til bestemmelserne i Palæstinamandatet, fastsat af Folkeforbundet, skulle det britiske mandat føre til dannelsen af et "jødisk national hjem" i området.

### Jødisk immigration til Palæstina
Zionismen blev dannet i Europa, som det jødiske folks nationale bevægelse. Bevægelsen søgte at genetablere en jødisk stat i det jødiske folks gamle hjemland. Den første bølge af zionistisk immigration – døbt den første aliyah – varede fra 1882 til 1903. Omkring 30.000 jøder –  hovedsageligt fra Det Russiske Kejserrige – immigrerede til Palæstina, som på daværende tidspunkt var en del af Det Osmanniske Rige. De var både drevet af den zionistiske idé og af antisemitiske bevægelser i Europa, der kom til udtryk i form af brutale pogromer – særligt i Det Russiske Kejserrige. De ønskede at etablere jødiske landbrugsbosættelser og et jødisk flertal i området, hvilket ville give dem mulighed for at danne en stat på sigt. De bosatte sig for det meste i det tyndt befolkede lavland, som var sumpet og udsat for beduinrøvere.
De arabiske indbyggere i det osmanniske Palæstina, som så de zionistiske jøder bosætte sig ved siden af dem, havde ingen national tilknytning. De så sig selv som undersåtter af Det Osmanniske Rige, medlemmer af det islamiske samfund og som arabere (både geografisk, sprogligt og kulturelt). Deres stærkeste tilknytning var deres klan, familie, landsby eller stamme. Der var ingen arabisk eller palæstinensisk-arabisk nationalistisk bevægelse. I de første to årtier af zionistisk immigration kom det meste af modstanden fra de velhavende godsejere og adelsmænd, som frygtede, at de i fremtiden skulle kæmpe mod jøderne om jorden.
I begyndelsen af det 20. århundrede var den jødiske befolkning i det osmanniske Palæstina mellem 60.000 og 85.000, hvoraf to tredjedele af dem var medlemmer af den zionistiske bevægelse. Den jødiske befolkning boede for det meste i 40 nyeetableret bosættelser. De mødte meget lidt vold i form af fejder og konflikter om jord og ressourcer med deres arabiske naboer, ligesom de heller ikke var udsat for megen kriminalitet. Mellem 1909 og 1914 ændrede dette dog sig, da arabere bl.a. dræbte 12 jødiske bosættelsesvagter, og den arabiske nationalisme og modstanden mod den zionistiske bevægelse steg. I 1911 forsøgte arabere at forpurre etableringen af en jødisk bosættelse i Jizreel-dalen, hvilket resulterede i at en arabisk mand og en jødisk vagts blev drabt. Araberne kaldte jøderne de "nye korsfarere", og anti-zionistisk retorik tog til.

### 1. verdenskrig
Under 1. verdenskrig var Palæstina en del af frontlinjen mellem Det Osmanniske Rige og Storbritannien. Her havde Storbritannien i begyndelsen af krigen erklæret, at Egypten var et britisk protektorat. 1. verdenskrig standsede kortvarigt de interne jødisk-arabiske stridigheder i Palæstina. Briterne invaderede landet i 1915 og 1916 efter to mislykkede osmanniske angreb på Sinai. De blev her hjulpet af de arabiske stammer i Hejaz – ledet af hashemitterne – som briterne havde lovet suverænitet over de arabiske områder, hvis de hjalp i kampene mod Det Osmanniske Rige. Denne lovning af suverænitet var sket gennem den såkaldte McMahon-Hussein-korrespondance.
I henhold til briterne omfattede dette løfte dog ikke Palæstina, hvilket araberne dog var uenige i, idet de hævdede at Palæstina havde været en del af dette løfte. Under Sykes-Picot-aftalen fra 1916 havde Storbritannien og Frankrig dog i hemmelighed aftalt en fælles interessesfære over Palæstina. Dette blev dog, i henhold til Balfour-deklarationen, i november 1917 afløst af et britiske løfte om at gøre Palæstina til et "nationalt hjem for det jødiske folk". Beslutningen om at støtte zionismen var drevet af zionistisk lobbyisme, der var ledet af Chaim Weizmann. Mange af de britiske embedsmænd, som støttede beslutningen, støttede zionismen af religiøse og humanitære årsager. De troede dog samtidig, at en britisk-støttet stat ville hjælpe med at forsvare Suez-kanalen.

### Palæstinamandatet
Efter 1. verdenskrig blev Palæstinamandatet etableret, som var en geopolitisk enhed, der blev underlagt britisk administration. Storbritannien administrerede mandatområdet i henhold til Folkeforbundets artikel 22. Briterne opnåede legitimitet i forhold til deres fortsatte kontrol over området i juni 1922, da Folkeforbundet godkendte det endelige mandat for Palæstina.
Dette mandat indeholdte en direkte reference til Balfour-deklarationen og tilkendegav således, at formålet med mandatet var, at etablere "et nationalt hjem for det jødiske folk" i Palæstina. Mandatet tilkendegav dog samtidig eksplicit, at dette ikke skulle ske på bekostning af eller ved at skade de civile og religiøse rettigheder for eksisterende ikke-jødiske samfund i Palæstina. Det formelle formål med Folkeforbundets mandatsystem var at administrere området "indtil det kunne stå på egne ben". Officielt var Transjordanien også omfattet af Folkeforbundets Palæstinamandatet, men landområderne øst for floden Jordan kunne – i henhold mandatets artikel 25 – udskilles fra resten af mandatområdet. Til trods for at Storbritannien i praksis havde administreret de to regioner som uafhængige mandater, var det Palæstinamandatet fra 1922, der skabte retsgrundlaget for at adskille de regioner.
Palæstina oplevede som britisk mandatområde (1920-1948) stigende spændinger mellem den arabiske og jødiske befolkning. To store nationalistiske bevægelser blev formet; den ene blandt jøder og den anden blandt arabere. De to befolkningsgruppers konkurrerende nationale interesser resulterede i flere interne stridigheder og kampe. Blandt andet ledte det til voldelige uroligheder i 1920, 1921, 1929 og 1936-1939.

### De arabiske stater
I kølvandet på 2. verdenskrig opnåede flere af de omkringliggende arabiske stater uafhængighed, efter deres mandater blev afsluttet. Transjordanien – under den hashemitiske hersker Abdullah I – opnåede uafhængighed fra Storbritannien i 1946 og blev fra 1949 kendt som Jordan, men forblev under stor britisk indflydelse. Egypten opnåede nominel uafhængighed i 1922, men Storbritannien fortsatte med at udøve en stærk indflydelse på det, indtil den anglo-ægyptiske traktat fra 1936 begrænsede Storbritanniens tilstedeværelse til en garnison af tropper på Suez-kanalen indtil 1945. Libanon blev en selvstændig stat i 1943, men franske tropper trak sig først tilbage i 1946. Samme år opnåede Syrien sin uafhængighed fra Frankrig.
I 1945 – på britisk foranledning – dannede Egypten, Irak, Libanon, Saudi-Arabien, Yemen, Syrien og Transjordanien Den Arabiske Liga for at koordinere politikken mellem de arabiske stater. Irak og Transjordanien opbyggede en tæt relation og underskrev en gensidig forsvarstraktat. Samtidig frygtede Egypten, Syrien og Saudi-Arabien, at Transjordanien ville annektere en del af, eller hele, Palæstina og bruge det som et springbræt til at angribe eller underminere Syrien, Libanon og Hijaz.

### FN's delingsplan fra 1947
Den 29. november 1947 vedtog FN's Generalforsamling en resolution, der "anbefaler Storbritannien, som den obligatoriske magt for Palæstina, og til alle andre medlemmer af De Forenede Nationer at vedtage og gennemføre, med hensyn til den fremtidige regering i Palæstina, i delingsplanen med økonomisk union", FN's Generalforsamlings resolution 181(II) .  Dette var et forsøg på at løse den arabisk-jødiske konflikt ved at opdele Palæstina i "uafhængige arabiske og jødiske stater og det særlige internationale regime for byen Jerusalem". Hver stat vil omfatte tre hovedsektioner; den arabiske stat ville også have en enklave ved Jaffa for at få en havn ved Middelhavet.
Med omkring 32% af befolkningen fik jøderne tildelt 56% af territoriet. Dette område omfattede omkring 499.000 jøder og 438.000 arabere, og det omfattede det meste af Negev-ørkenen. De palæstinensiske arabere fik under delingsplanen tildelt 42% af det tidligere territorie for Palæstinamandat, som havde en befolkning på 818.000 palæstinensiske arabere og 10.000 jøder. I betragtning af dets religiøse betydning skulle Jerusalem-området, inklusive Betlehem, med 100.000 jøder og lige så mange palæstinensiske arabere, blive et Corpus Separatum, der skulle administreres af FN. Beboerne i det FN-administrerede område fik ret til at vælge at være statsborgere i en af de nye stater.
Den jødiske ledelse (Jewish Agency) accepterede delingsplanen som "det uundværlige minimum", og var glade for at opnå international anerkendelse, men beklagede sig over, at de ikke fik tildelt mere. Repræsentanterne for de palæstinensiske arabere (højere arabiske komité) og Den Arabiske Liga modsatte sig kraftigt FN-aktionen og afviste dens autoritet i sagen, idet de hævdede, at delingsplanen var uretfærdig over for araberne på grund af befolkningsbalancen på det pågældende tidspunkt. Araberne afviste opdelingen, ikke fordi den angiveligt var uretfærdig, men fordi deres ledere afviste enhver form for opdeling. De fastslog "at Palæstinas styre skulle vende tilbage til dets indbyggere i overensstemmelse med bestemmelserne i [...] De Forenede Nationers pagt." Ifølge FN pagtens artikel 73b bør FN udvikle og understøtte selvstyre blandt befolkningen i et territorium. Umiddelbart efter vedtagelsen af FN's Generalforsamlings delingsplan brød volden ud – og blev kun mere og mere udbredt. Mord, repressalier og modrepressalier blev hurtigt udbredt, hvilket resulterede i at flere blev dræbt på begge sider. Denne vold fortsatte, idet ingen greb ind for at sætte en stopper for den eskalerende vold.

## Borgerkrigen i Palæstinamandatet (1947–1948)
Palæstinakrigens første fase fandt sted i kølvandet på vedtagelsen af delingsplanen for Palæstina den 29. november 1947, og frem til Storbritannien afsluttede mandatområdet i Palæstina samt den jødiske ledelse i Palæstina proklamerede staten Israel d. 14. maj 1948.
Denne periode var karakteriseret af voldelige sammenstød mellem de jødiske og arabiske samfund i det britiske mandatområde, mens briterne organiserede deres tilbagetrækning og kun lejlighedsvis greb ind. I de første to måneder af borgerkrigen blev omkring 1.000 mennesker dræbt og 2.000 såret, og i slutningen af marts var tallet steget til 2.000 døde og 4.000 sårede.  Disse tal svarer til et gennemsnit på mere end 100 dødsfald og 200 ofre om ugen i en befolkning på samlet 2.000.000.
Fra januar og fremefter blev kamphandlinger mere og mere militariseret. En række regimenter fra den arabiske befrielseshær infiltrerede Palæstina, som hver især var aktive i en række forskellige sektorer omkring kystbyerne. De konsoliderede deres tilstedeværelse i Galilæa og Samaria. Den hellige krigs armé – under Abd al-Qadir al-Husaynis kommando – kom fra Egypten med flere hundrede mænd. Efter at have rekrutteret et par tusinde frivillige organiserede al-Husayni en blokade af 100.000 jødiske indbyggere i Jerusalem.
For at imødegå dette forsøgte Yishuv-myndighederne at forsyne byen med konvojer på op til 100 pansrede køretøjer. Denne operation blev dog mere og mere upraktisk, efterhånden som antallet af ofre i nødhjælpskonvojerne steg. I marts havde denne taktik fra al-Husayni givet pote, da næsten alle Haganahs pansrede køretøjer var blevet ødelagt, blokaden var stadig i effekt, og hundredvis af Haganah-medlemmer – der havde forsøgt at bringe forsyninger ind i byen – var blevet dræbt. Situationen for dem i de jødiske bosættelser beliggende i den meget isolerede Negev-region og nord for Galilæa var mere kritisk.
Dette fik USA til at trække sin støtte til delingsplanen tilbage, hvoref
ter Den Arabiske Liga begyndte at tro på, at de palæstinensiske arabere – hjulpet af den arabiske befrielseshær – kunne omgøre delingen. Briterne besluttede den 7. februar 1948 at støtte Transjordaniens annektering af den arabiske del af Palæstina.
Mens den jødiske befolkning blev beordret til at holde stand overalt for enhver pris, blev den arabiske befolkning forstyrret af intern usikkerhed. Op mod 100.000 arabere fra Haifa, Jaffa og Jerusalem, eller andre jødisk-dominerede områder, evakueret til udlandet eller til arabiske-dominerede områder mod øst.
David Ben-Gurion beordrede Yigal Yadin – en af de ledende jødiske militærfolk og senere øverstkommanderende for IDF – til at planlægge et modsvar for den annoncerede intervention fra de arabiske stater. Resultatet af hans analyse blev Plan Dalet, som blev sat i værk i starten af april.

### Plan Dalet og anden stadie
Vedtagelsen af Plan Dalet markerede krigens anden fase, hvor Haganah indledte en offensiv.
Den første operation, Nachshon, var rettet mod at ophæve den arabiske blokaden af Jerusalem. I den sidste uge af marts havde 136 forsyningsvogne forsøgt at nå Jerusalem – kun 41 havde nået frem. De arabiske angreb på infrastrukturen (veje og kommunikationslinjer) var blevet intensiveret. Konvojernes fiasko og tabet af jødiske pansrede køretøjer havde svækket tilliden til Yishuv-ledernes.
1.500 mænd fra Haganahs Givati-brigade og Palmachs Harel-brigade gennemførte forskellige militæroperationer for at sikre ruten til byen mellem 5. april og 20. april. Disse operationer lykkedes, hvilket resulterede i at to måneders forsyninger af madvarer blev kørt ind i Jerusalem med lastbil til distribution til den jødiske befolkning. Operationens overordnet succes blev delvist hjulpet af, at al-Husayni blev drabt i kamp.
I løbet af denne periode – og uafhængigt af Haganah eller Plan Dalet – massakrerede irregulære tropper fra Irgun- og Stern-gruppen 107 arabere ved Deir Yassin. Begivenheden blev kritiseret offentligt af de vigtigste jødiske myndigheder og havde en dyb indvirkning på den arabiske befolknings moral. Samtidig endte en storstilet operation af den arabiske befrielseshær i en fiasko, da de blev besejret ved Mishmar HaEmek. Deres drusiske allierede svigtede og valgte at forlade dem i kampens hede.
Som følge af Plan Dalet, hvor man søgte at skabe et kontinuert jødisk-kontrolleret territorium, havde styrkerne fra Haganah, Palmach og Irgun som mål at indtage områder med en blandet etnisk og religiøs sammensætning. Tiberias, Haifa, Safed, Beisan og Jaffa blev alle indtaget før Palæstinamandatet udløb, mens Akko faldt kort tid efter. Mere end 250.000 palæstinensiske arabere flygtede fra disse områder.
Briterne havde på dette tidspunkt i vid udstrækning trukket deres tropper tilbage. Situationen pressede de arabiske nabostater til at gribe ind, og de kunne ikke afslutte deres forberedelse og samle tilstrækkelige styrker til at vende krigens gang. Størstedelen af de palæstinensiske araberes håb lå hos den arabiske legion som var kontrolleret af den Transjordaniens monark, kong Abdullah I. Han havde dog ikke til hensigt at skabe en palæstinensisk arabisk-styret stat, da han i stedet håbede at kunne annektere meget af det tidligere Palæstinamandat. Han spillede begge sider og var både i kontakt med de jødiske myndigheder og Den Arabiske Liga.
For at forberede sig på arabisk indgriben fra de nærtliggende nabostater, lancerede Haganah med succes Operationer Yiftah og Ben-'Ami, som havde til formål at sikre de jødiske bosættelser i Galilæa. Ligeledes blev Operation Kilshon lanceret, som havde til formål at sikre de jødisk-beboet forstæder i og omkring Jerusalem. Dette skabte en jødisk-kontrolleret front omkring Jerusalem. Det resultatløse møde mellem Golda Meir og Abdullah I – som endvidere blev efterfulgt af Kfar Etzion-massakren den 13. maj begået af den arabiske legion – ledte til forventning om, at de fremtidige kampe om Jerusalem ville blive nådesløs.

## Den arabisk-israelske krig i 1948

### Arabisk invasion
Den 14. maj 1948 – dagen før Palæstinamandatet udløb – proklamerede David Ben-Gurion dannelsen af en jødisk stat i Eretz Israel, kendt som staten Israel. De to supermagter – i form af USA's præsident Harry S. Truman og Sovjetunionens leder Joseph Stalin – anerkendte straks den nye stat, mens Den Arabiske Liga nægtede at acceptere FN's delingsplan og proklamerede retten til selvbestemmelse for araberne i hele Palæstina. De arabiske ledere fastholdt, at fraværet af juridisk autoritet gjorde det nødvendigt at gribe ind for at beskytte arabiske liv og ejendom.
I løbet af de næste par dage invaderede en ekspeditionsstyrke fra fire af de – på dette tidspunkt – syv lande i Den Arabiske Liga (Egypten, Irak, Transjordanien og Syrien) det tidligere britiske mandatområde i Palæstina. De blev støttet af den arabiske befrielseshær og korps af frivillige fra Saudi-Arabien, Libanon og Yemen. De arabiske hære indledte i fællesskab en offensiv på alle fronter: Egyptiske styrker invaderede fra syd, jordanske og irakiske styrker fra øst, og syriske styrker invaderede fra nord. Samarbejdet mellem de forskellige arabiske hære var dog dårligt.

### Første våbenhvile: 11. juni – 8. juli 1948
FN proklamerede en våbenhvile den 29. maj, som skulle begynde den 11. juni og vare 28 dage. Våbenhvilen blev overvåget af FN-mægleren Folke Bernadotte samt et hold af FN-observatører, hærofficerer fra Belgien, USA, Sverige og Frankrig. Bernadotte havde fået sit mandat af FN's Generalforsamling, som bestod i at "sikre de hellige steders sikkerhed, sikre befolkningens velfærd og fremme 'en fredelig tilpasning af Palæstinas fremtidige situation". Han talte om "fred inden jul", men så, at den arabiske verden blev ved med at afvise eksistensen af en jødisk stat – uanset dens grænser.
Et våbenembargo blev etableret med den hensigt, at ingen af parterne skulle opnå fordele ved våbenhvilen. Ingen af parterne respekterede våbenhvilen; idet begge parter fandt veje uden om restriktionerne. Både israelerne og araberne brugte denne tid til at forbedre deres positioner, hvilket var en direkte krænkelse af våbenhvilens vilkår.
Araberne overtrådte våbenhvilen ved at forstærke deres positioner og forsvarslinjer med nye enheder (herunder seks kompagnier af sudanesiske regulære, en saudisk bataljon og endheder fra Yemen og Marokko. Ligeledes forhindre de forsyninger i at nå isolerede israelske bosættelser; ligesom de af og til åbnede ild fra deres positioner. De israelske styrker overtrådte våbenhvilen ved at erhverve våben fra Tjekkoslovakiet, forbedre træningen af dets styrker og omstrukturere hæren. Yitzhak Rabin – en IDF's kommandører, som senere ville blive israelsk premierminister – sagde: "[uden] våben fra Tjekkoslovakiet... er det meget tvivlsomt, om vi ville have været i stand til at føre krigen". Ud over at overtræde våben- og personaleembargoen sendte begge parter nye enheder til fronten. Israels hær forøgede sin styrker fra cirka 30.000 eller 35.000 mand til næsten 65.000 i løbet af våbenhvilen. Ligeledes omfattede dets våbenleverancer "mere end femogtyve tusinde rifler, fem tusinde maskingeværer og mere end halvtreds millioner kugler".
Da våbenhvilen begyndte, sagde en britisk officer, der var udstationeret i Haifa, at den fire uger lange våbenhvile "sikkert ville blive udnyttet af jøderne til at fortsætte dets militære træning og omstrukturering, mens araberne ville spilde [den] på at fejde om de fremtidige delinger af byttet" .  Den 7. juli – dagen før våbenhvilen udløb – genoptog egyptiske styrker, under general Muhammad Naguib, krigen ved at angribe Negba.

### Anden fase: 8.-18. juli 1948
Israelske styrker indledte en samlet offensiv på alle tre fronter – kendt som Operation Dani, Operation Dekel og Operation Kedem. Kampene var domineret af store israelske offensiver, mens araberne generelt var i defensiven. Disse kampe fortsatte i ti dage, indtil FN's Sikkerhedsråd proklamerede den anden våbenhvile den 18. juli.
Den israelske Operation Danny resulterede i, at 60.000 palæstinensiske indbyggere blev fordrevet fra Lydda og Ramla. I henhold til Benny Morris – en israelsk historiker – udgjorde Ramlah og Lydda efter Ben-Gurions opfattelse en særlig fare, da det kunne fremme samarbejdet mellem den egyptiske hær (der havde indledt et angreb på Kibbutz Negbah) og den arabiske legion (der havde indtaget Lydda's politistation). Udbredt plyndring fandt sted under disse operationer, og omkring 100.000 palæstinensere blev flygtninge. I Operation Dekel blev Nazareth erobret den 16. juli. I Operation Brosh forsøgte Israel at drive den syriske hær ud af det nordøstlige Galilæa, hvilket dog fejlede. Da den anden våbenhvile trådte i kraft kl. 19:00 den 18. juli, havde Israel indtaget det nedre Galilæa – fra Haifa-bugten til Genesaret Sø.

### 18. juli 1948 – 10. marts 1949
Den 18. juli klokken 19.00 indtrådte den anden våbenhvile, efter intens diplomatisk indsats fra FN. Den 16. september blev en ny delingsplan for Palæstina foreslået, men den blev afvist af begge parter.
Under våbenhvilen – og i modstrid til vilkårene for våbenhvileaftalen – blokerede egypterne regelmæssigt passagen af forsyningskonvojer til de belejrede nordlige Negev-bosættelser og beskød dem. Den 15. oktober angreb de en anden forsyningskonvoj, hvilket ledte til at den allerede planlagte Operation Yoav blev igangsat. Denne operations mål var at drive en kile mellem de egyptiske styrker langs kysten og vejen Beersheba-Hebron-Jerusalem, og dernæst åbne vejen til de omringede Negev-bosættelser. Yoav blev ledet af Sydfrontens kommandant Yigal Allon. Operationen var en succes og knuste de egyptiske styrker og tvang dem til at trække sig tilbage fra det nordlige Negev, Beersheba og Ashdod. I mellemtiden, den 19. oktober, blev Operation Ha-Har og operationer i og omkring Jerusalem-korridoren ligeledes igangsat.
Den 22. oktober trådte den tredje våbenhvile i kraft.
Før daggry den 22. oktober stormede ALA-styrker – i strid med FN's Sikkerhedsråds våbenhvileordre – Sheikh Abd's bakketopstilling med udsigt over Kibbutz Manara. Kibbutzen var derefter belejret. Ben-Gurion afviste indledningsvis Moshe Carmels krav om at igangsætte en større modoffensiv. Han var bekymret for at skabe vrede i FN, ved at modsige deres våbenhvileordre. I løbet af 24.-25. oktober beskød ALA-tropper regelmæssigt Manara og trafikken langs hovedvejen. Den arabiske kommandør, Fawzi al-Qawuqji, krævede i sin kontakt med FN-observatører, at Israel evakuerede nabokibbutz Yiftah og trak sine styrker ud af Manara. Omvendt krævede IDF, at ALA indledte en tilbagetrækning fra de erobrede stillinger. Efter et "nej" fra al-Qawuqji informerede FN om, at IDF frit kunne gøre, som de ville. Den 24. oktober lancerede IDF Operation Hiram og erobrede hele det øvre Galilæa, som oprindeligt – i henhold til FN's delingsplan – var blev tildelt den arabiske stat. Denne opperation ledte til, at ALA måtte trække sig tilbage til Libanon. I slutningen af måneden havde Israel erobret hele Galilæa og var rykket 8 km frem i Libanon til Litani-floden.
Den 22. december igangsatte en stor IDF-styrke Operation Horev. Dens mål var at omringe den egyptiske hær i Gazastriben og tvinge egypterne til at afslutte krigen. Operationen var en afgørende israelsk sejr, hvor israelske operationer i Nitzana-området og Sinai-halvøen tvang den egyptiske hær ind i Gazastriben, hvor den blev omringet. Israelske styrker trak sig tilbage fra Sinai og Gaza som følge af internationalt pres – herunder efter at briterne havde truet med at gribe ind over for Israel. Den egyptiske regering meddelte den 6. januar 1949, at den var villig til at indlede våbenstilstandsforhandlinger. Allon overtalte Ben-Gurion til at fortsætte som planlagt, men Ben-Gurion fortalte ham: "Kender du værdien af fredsforhandlinger med Egypten? Det er trods alt vores store drøm!" Han var sikker på, at Transjordanien og de andre arabiske stater ville følge trop.
Den 5. marts igangsatte Israel Operation Uvda, hvor israelerne den 10. marts nåede Umm Rashrash (hvor Eilat senere blev bygget) og indtog det uden kamp. Negev Brigade og Golani Brigade deltog i operationen. De rejste et hjemmelavet flag ("The Ink Flag") og gjorde krav på Umm Rashrash.

### Israelsk brug af biologisk krigsførelse
Forskning udført af de israelske historikere Benny Morris og Benjamin Kedar viser, at Israel under krigen i 1948 gennemførte en biologisk krigsførelsesoperation med kodenavnet "Cast Thy Bread". I henhold til Morris og Kedar brugte Haganah oprindeligt tyfusbakterier til at forurene vandbrønde i nyligt indtaget arabiske landsbyer for at forhindre befolkningen – inklusive militsfolk – i at vende tilbage. Senere blev den biologiske krigsførelse udvidet til at omfatte jødiske bosættelser, der var i overhængende fare for at blive indtaget af arabiske tropper, samt arabisk-beboede byer, der ikke stod til at blive erobet. Der var også planer om at udvide den biologiske krigsførelse til andre arabiske stater – herunder Egypten, Libanon og Syrien – men de blev ikke gennemført.

## Efterspil

### Våbenstilstandslinjer
I 1949 underskrev Israel separate våbenhvileaftaler med Egypten den 24. februar, Libanon den 23. marts, Transjordanien den 3. april og Syrien den 20. juli. 
Våbenstilstandsgrænserne afstedkom, at Israel kom i besiddelse af omkring 78% af det tidligere mandatområde i Palæstina – 22% mere end FN's delingsplan oprindeligt havde tilskrevet dem. Disse våbenhvilegrænser blev efterfølgende kendt som den "grønne linje". Gazastriben og Vestbredden blev besat af henholdsvis Egypten og Transjordanien. FN's våbenhviletilsynsorganisation og en blandet våbenstilstandskommission blev nedsat til at overvåge våbenhvilerne og våbenhvileaftalerne, for på denne måde at forhindre at isolerede hændelser ville føre til eskalationer.

### Tilskadekomne
Israel mistede 6.373 personer, omkring 1% af sin befolkning, i krigen. Omkring 4.000 var soldater og resten var civile. Det nøjagtige antal arabiske tab er ukendt, men anslås til at have været mellem 4.000 og 15.000 for Egypten, Jordan og Syrien (2.000 for Egypten og 1.000 for hver af de andre).

### Demografiske konsekvenser
Under borgerkrigen 1947-48 i mandatområdet i Palæstina og den efterfølgende arabisk-israelske krig i 1948, flygtede eller blev omkring 700.000 palæstinensiske arabere fordrevet (kendt som den palæstinensiske eksodus). I 1951 anslog FN's Forligskommission for Palæstina, at antallet af palæstinensiske flygtninge fordrevet fra Israel var 711.000. Dette tal inkluderede ikke internt fordrevne palæstinensere i det israelsk-kontrolleret område. Listen over landsbyer, der blev affolket under den arabisk-israelske konflikt, omfatter mere end 400 arabiske landsbyer. Det omfatter også omkring ti jødiske landsbyer og kvarterer.
Årsagerne til den palæstinensiske udvandring i 1948 er et kontroversielt emne blandt historikere. Det palæstinensiske flygtningeproblem og debatten om retten til at vende tilbage er fortsat et centralt spørgsmål i den israelsk-palæstinensiske konflikt.
Under den arabisk-israelske krig i 1948 blev omkring 10.000 jøder tvunget til at evakuere fra deres hjem i Palæstina eller Israel. Krigen skabte indirekte et andet stort flygtningeproblem: den jødiske udvandring fra arabiske og muslimske lande. Som følge af bl.a. krigen mellem jøder og arabere i Palæstina, blev hundredtusinder af jøder – der boede i de arabiske stater – skræmt på flugt eller blev fordrevet fra deres hjemlande, hvoraf de fleste efterfølgende immigrerede til Israel. De umiddelbare årsager til flugten var den stigende arabiske fjendtlighed overfor jøder samt anti-jødiske regeringstiltag, som skete som konsekvens af krigen i Palæstina.  I de tre år efter krigen immigrerede omkring 700.000 jøder til Israel, hvor de blev absorberet og indkvarteret – hovedsageligt langs grænserne og i tidligere palæstinensiske områder. I perioden fra 1948 til 1972 anslås det, at mellem 800.000 til 1.000.000 jøder flygtede eller blev fordrevet. Fra 1945 til 1952 boede mere end 250.000 jødiske fordrevne personer i europæiske flygtningelejre. Omkring 136.000 af disse immigrerede efterfølgende til Israel. Mere end 270.000 jøder immigrerede fra Østeuropa, hovedsageligt fra Rumænien og Polen (over 100.000 hver). I alt bosatte 700.000 jøder sig i Israel,  hvilket fordoblede dets jødiske befolkning i Israel.

## Historiografi
Forskellige historiografiske traditioner har efterfølgende  fortolket begivenhederne i 1948 forskelligt. I historikeren Avi Shlaims ord, "hver side abonnerer på hver sin version af begivenhederne." I henhold til den israelske fortælling, er krigen Israels uafhængighedskrig. I henhold til den palæstinensiske fortælling, er krigen i 1948 uadskillelig fra Nakba. Her betragtes den zionistiske bevægelse endvidere som en kolonialisme af bosættere, og israelerne anses derfor som erobrere og palæstinenserne som ofre. De forskellige fortællinger fra 1948 afspejler disse forskellige perspektiver.
Et problem – der har indflydelse på historieskrivningen fra 1948 – er adgang til kilder og arkiver, som kan have været blevet ødelagt, opkøbt af private, underlagt censur eller på anden måde gjort utilgængelige for nogle eller alle forskere. Sproglige barrierer repræsenterer en anden hindring, da det meste forskning udelukkende er offentliggjort på forfatterens modersmål og ikke oversættes.
Historieskrivningen fra 1948 er forbundet til nutidens politisk legitimitet og har derfor implikationer for den israelsk-palæstinensiske konflikt. I henhold til historikerne Avraham Sela og Neil Caplan:

En væsentlig årsag til dette greb af fortiden over nutiden er både israeleres og palæstinenseres uopfyldte søgen efter legitimitet i en eller flere af følgende tre betydninger: (a) hver parts følelse af sin egen legitimitet som et nationalt samfund, der har ret til at sin egen suveræne stat; (b) hver parts vilje til at give legitimitet til i det mindste en del af den andens konkurrerende nationale fortælling; og (c) det internationale samfunds udvidelse af legitimitet til israeleres og palæstinenseres konkurrerende rettigheder og krav.

En væsentlig årsag til der eksisterer dette greb over nutiden fra fortiden, er både israeleres og palæstinenseres uopfyldte søgen efter legitimitet i en eller flere af følgende tre betydninger: (a) hver parts følelse af legitimitet som et nationalt samfund, der har ret til at have sin egen suveræne stat; (b) hver parts vilje til at give legitimitet til, i det mindste, en del af den andens konkurrerende nationale fortælling; og (c) det internationale samfunds udvisning af legitimitet til israeleres og palæstinenseres konkurrerende rettigheder og krav.
Fortællingerne fra 1948 har også haft betydning for palæstinensiske flygtninge.(side 211)

### Den israelske fortællinger
Israelerne – uagtet af om de var erobrere eller ej – var uigendriveligt krigens sejrsherre, og som følge heraf "var de i stand til at udbrede deres version af denne skæbnesvangre krig mere effektivt end deres modstandere." Først i 1987 blev denne fortælling udfordret, uden for den arabiske verden.

#### Zionist narrative
Avi Shlaim giver den konventionelle zionistiske fortælling eller den "gamle historie" om 1948-krigen som følger:
Konflikten mellem jøder og arabere i Palæstina kom til sit klimaks efter vedtagelsen af FN's delingsresolution den 29. november 1947, der opfordrede til oprettelse af to stater: en jødisk og en arabisk. Jøderne accepterede FN-delingsplanen på trods af de smertefulde ofre, den indebar, men palæstinenserne, de arabiske nabostater og Den Arabiske Liga afviste den. Storbritannien gjorde alt, hvad der stod i dets magt mod slutningen af Palæstinamandatet for at vanskeliggøre etableringen af den jødiske stat, som FN havde forestillet sig i dens delingsplan. Med mandatets udløb og proklamationen af staten Israel sendte syv arabiske stater deres hære ind i Palæstina med den hensigt at kvæle den jødiske stat ved dens fødsel. Den efterfølgende kamp var en ulige kamp mellem en jødisk David og en arabisk Goliat. Den spæde jødiske stat kæmpede en desperat, heroisk og i sidste ende vellykket kamp for overlevelse mod overvældende odds. Under krigen flygtede hundredtusindvis af palæstinensere til de arabiske nabostater, hovedsageligt som svar på ordrer fra deres ledere og trods jødiske bønner om at blive og demonstrere, at en fredelig sameksistens var mulig. Efter krigen fortsætte denne historie; israelske ledere søgte freden af hele deres hjerte og al deres magt, men der var ingen at tale med på den anden side. Arabisk uforsonlighed var alene ansvarlig for det politiske dødvande, som ikke blev brudt før præsident Anwar Sadats besøg i Jerusalem tredive år senere.
I henhold til Shlaim er denne fortælling "ikke historie i ordets rette betydning", da det meste af litteraturen om krigen ikke blev produceret af professionelle akademiske historikere, men snarere af deltagere i krigen, politikere, soldater og stats-sponsorerede historikere, såvel som af sympatiske journalister, kronikører og biografer. Denne fortælling fremstiller også israelere som moralsk overlegne, mangler politisk analyse og giver unødig vægt til "de israelske krigeres heroiske bedrifter." Denne nationalistiske fortælling blev undervist i israelske skoler og brugt til at opnå legitimitet internationalt.

### Den palæstinensiske fortællinger
I modsætning til dee israelske fortællinger – der i løbet af årtierne skiftede – har den palæstinensiske fortælling fra 1948 været mere eller mindre konstant. Denne har haft fokus på palæstinensernes indfødte rettigheder til Palæstina, palæstinensiske ofre, fordrivelse, eksil, statsløshed og flere "klager mod kolonialisme og zionisme."(s. 209-211) Historikeren Yoav Gelber identificerer i denne sammenhæng den arabiske journalist og historiker Arif al-Arifs seks bind – skrevet på arabisk i 1950'erne – som grundige og nævneværdig.
Palæstinensiske fortællinger har fokuseret på at imødegå den dominerende zionistiske fortælling. Her har den fremtrædende palæstinensiske historiker fra 1948 Walid Khalidi har dedikeret meget af sin karriere til at modbevise den officielle israelske fortælling om, at den palæstinensiske udvisning og flugt i 1948 var frivillig.(s. 211)
Rashid Khalidi og andre historikere mener, at der ikke eksisterer en "etableret, autoritativ palæstinensisk hovedfortælling."(s. 212) De tilskriver bl.a. dette den spredte og fragmenterede tilstand i det palæstinensiske samfund og tabet, ødelæggelsen eller tilegnelsen af relevante dokumenter og biblioteker til Israel.(s. 212) Uden adgang til meget af arkivmaterialet har palæstinensiske historikere gjort brug af mundtlig historie og overleveringer.(s. 214)

## Notes
1. ↑  Israelere omtaler krigen som deres uafhængighedskrig eller befrielseskrig, fordi den moderne stat Israel – som opstod i Yishuv (det tidligere jødiske samfund i Palæstina) – blev til under krigen, og dens oprettelse blev erklæret den dagen, hvor det britiske mandatområde i Palæstina blev ophævet i 1948. Palæstinensere omtaler krigen som an-Nakba ("Katastrofen"), hvilket kommer fra, at det anslås, at krigen resulterede i fordrivelsen af "750.000 flygtninge fra det historiske Palæstina og forflyttelsen af to tredjedele af den palæstinensisk-arabiske befolkning og deres samfund i forbindelse med oprettelsen af staten Israel."[13][14]